# Anton Hoffmann (skolemand)
 Der er flere personer med dette navn, se Anton Hoffmann.
Anton Løwenhaupt Hoffmann (12. august 1830 København – 31. marts 1915 smst.) var en dansk skolemand.
Han blev uddannet teolog i 1855. Først arbejdede han som lærer og dernæst inspektør ved hovedstadens offentlige skoler. Han havde store pædagogiske evner, hvilket gjorde han vandt stor anerkendelse for sit arbejde[kilde mangler]. Han var i over 30 år leder af Det Pædagogiske Selskab, som under denne fik stor indflydelse og betydning.Han udarbejdede flere artikler om børnepædagogik i tidsskriftet Vor Ungdom. Bl.a artiklerne: konkret og abstrakt matematik som skolefag og Barnearbeidets indflydelse paa skolegjerningen.
Han var virksom i den kommission, som udarbejdede bestemmelserne af 29. maj og 9. august 1869 om Københavns Skolevæsen. Medlem af bestyrelsen for Skolestandens Understøttelsesforening, Borgervennen af 1788 og andet. Han var indtil sin død skoleinspektør for Sølvgades Skole.
Han var gift med datteren til bøssemager Carl Heinrich Delcomyn. samt fætter til komponisten Caspar Christian Hoffmann